# Anastasios Sidiropulos
Anastasios "Tasos" Sidiropulos (gr. Αναστάσιος "Τάσος" Σιδηρόπουλος; ur. 9 sierpnia 1979 r.) – grecki sędzia piłkarski. Od 2011 roku sędzia międzynarodowy.

## Kariera
W sezonie 2009/2010 Sidiropulos zaczął prowadzić spotkania w najwyższej klasie rozgrywkowej w Grecji. Po zaledwie 1,5 roku od awansu do tej ligi został nominowany przez Grecki Związek na sędziego międzynarodowego. W roku 2012 po raz pierwszy poprowadził mecz seniorskich reprezentacji. Było to spotkanie eliminacji do Mistrzostw Świata 2014 pomiędzy Wyspami Owczymi, a Szwecją.
W 2013 roku został powołany na turniej Mistrzostw Europy U-17 w którym poprowadził mecz finałowy pomiędzy Włochami i Rosją. W fazie grupowej Ligi Mistrzów UEFA zadebiutował w sezonie 2014/15 w spotkaniu Athletic Bilbao - Szachtar Donieck.
W 2015 roku znalazł się w gronie sędziów wyznaczonych do prowadzenia spotkań Mistrzostw Europy U-21. Na turnieju tym poprowadził między innymi półfinałowy mecz pomiędzy Portugalią i Niemcami.
Rok później rozstrzygał w finałowym starciu Pucharu Grecji, pomiędzy Olympiakos SFP i AEK Ateny.
W 2017 roku pojechał na Mistrzostwa Świata U-17 w Piłce Nożnej 2017, gdzie poprowadził dwa mecze fazy grupowej.